# Liomyrmex

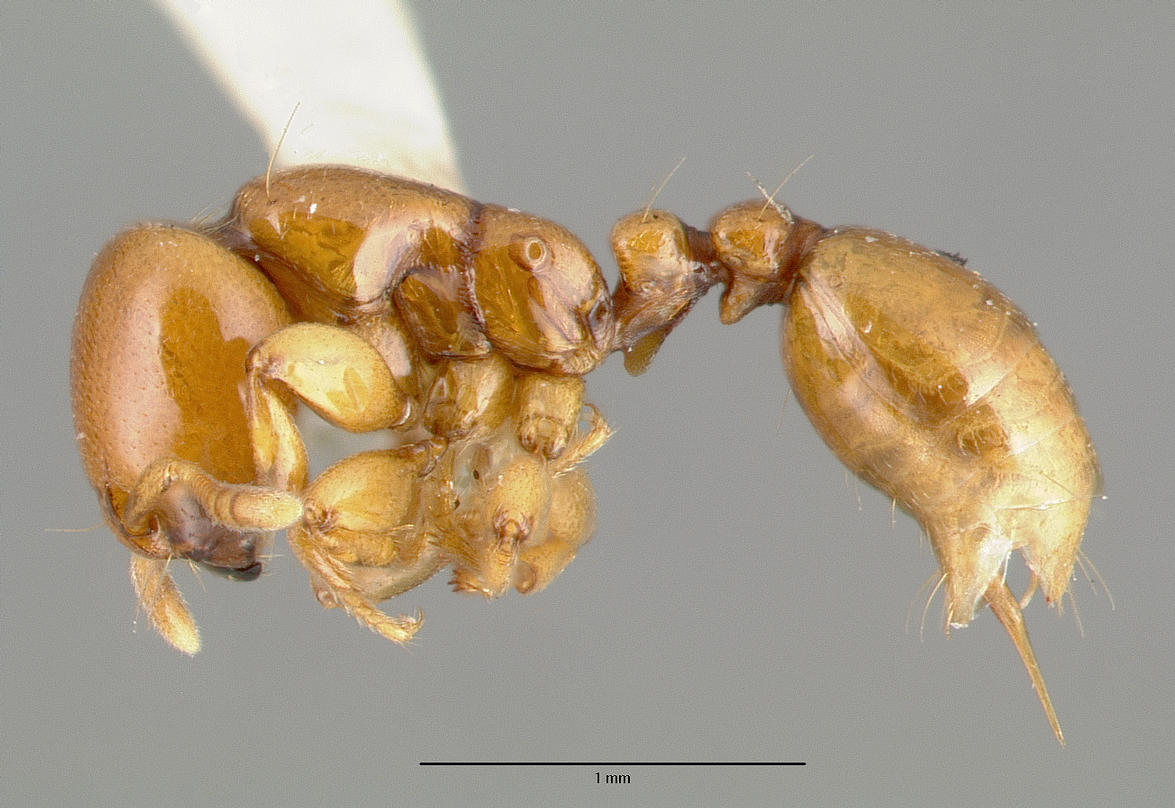
Рабочий Liomyrmex gestroi

Liomyrmex (лат.) — род мелких муравьёв (Formicidae) из подсемейства Myrmicinae. Ассоциированы с термитами.

## Распространение
Юго-восточная Азия.

## Описание
Мелкие муравьи (длина рабочих и самцов около 2—4 мм, самки до 11 мм) от жёлтого до темно-бурого цвета. Рабочие слепые, ассоциированы с термитами. Усики рабочих и самок 11-члениковые (у самцов 12-члениковые). Формула щупиков 2,2. Стебелёк между грудкой и брюшком состоит из двух члеников: петиолюса и постпетиолюса (последний четко отделен от брюшка). Петиоль и постпетиоль в нижней части с выростом . Жало развито, куколки голые (без кокона).

## Систематика
Ранее выделяли около 10 видов и подвидов. Взгляды на систематическое положение рода неоднократно менялось. В настоящее время (Ward et al., 2015) род включён в трибу Crematogastrini, с 2003 выделялся в самостоятельную трибу Liomyrmecini (Bolton, 2003), а ещё ранее его относили к трибам Solenopsidini (Wheeler, W.M. 1922 и последующие авторы) или Metaponini (Hölldobler & Wilson, 1990; Bolton, 1994). В 2001 году в ходе родовой ревизии все виды были синонимизированы с типовым и род фактически стал монотипическим
- Liomyrmex gestroi (Emery, 1887) typus
  - =Liomyrmex aurianus Emery, 1889
  - =Liomyrmex carinatus Stitz, 1911
  - =Liomyrmex froggatti Donisthorpe, 1940
  - =Liomyrmex froggatti froggatti Donisthorpe, 1940
  - =Liomyrmex froggatti major Donisthorpe, 1941
  - =Liomyrmex reneae Donisthorpe, 1948
  - =Liomyrmex tagalanus Menozzi, 1925
  - =Liomyrmex taylori Tiwari & Jonathan, 1986

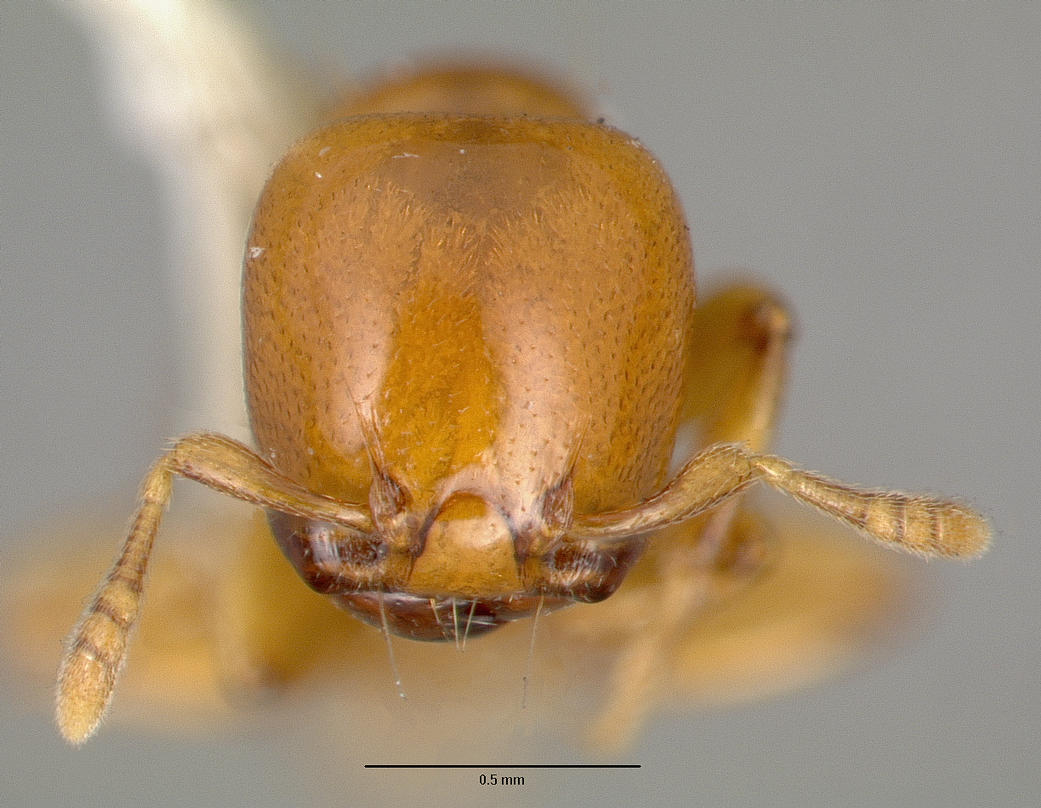
Рабочий
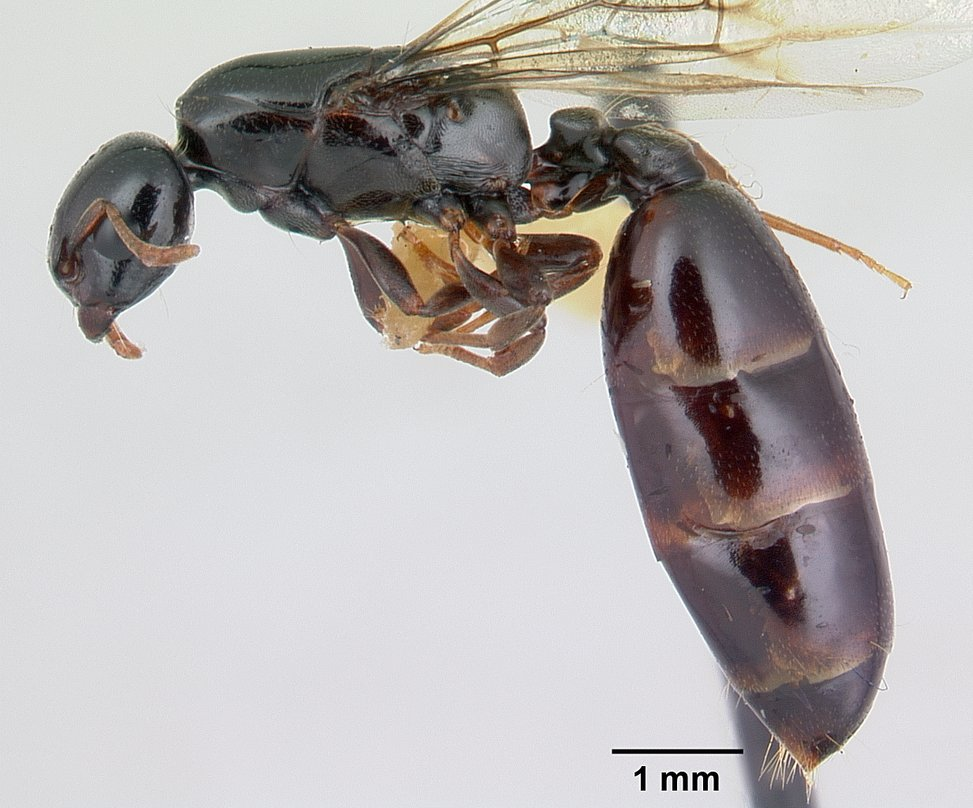
Самка
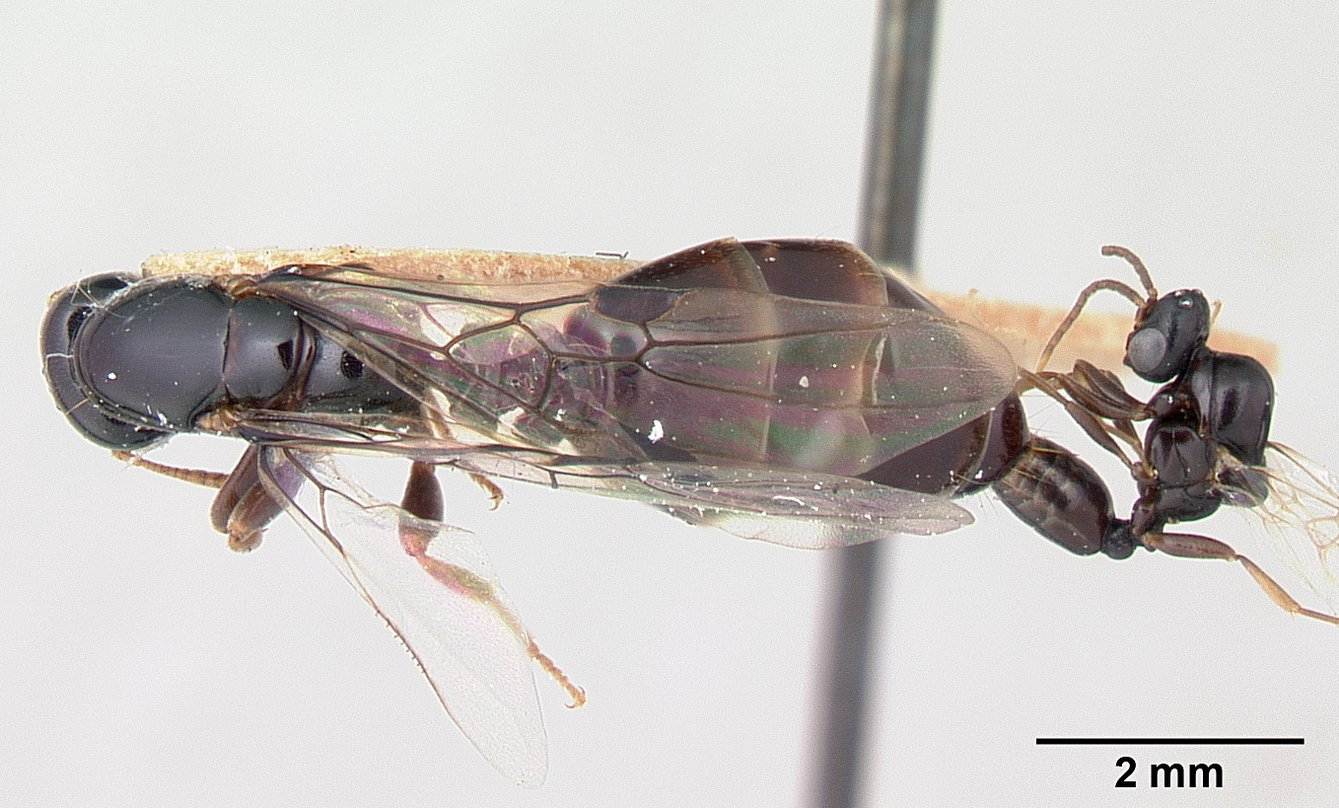
Самка и самец
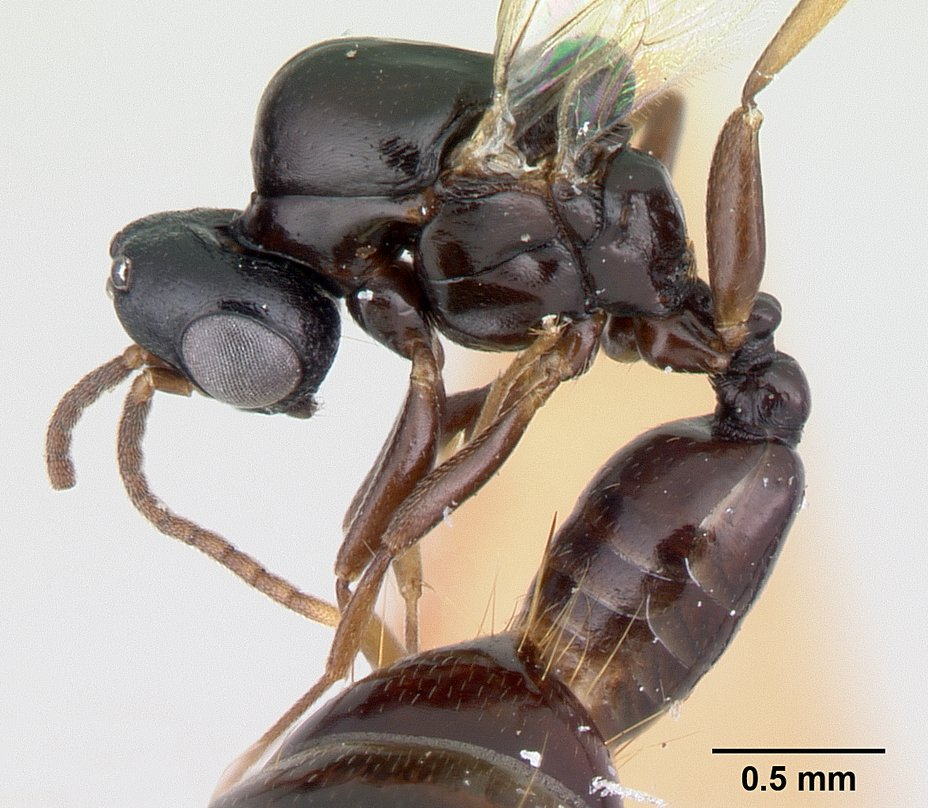
Самец